# R. G. Armstrong
Robert Golden Armstrong Jr. (7 de abril de 1917-27 de julio de 2012) fue un actor de cine y televisión estadounidense. Un actor veterano que apareció en docenas de westerns durante sus 40 años de carrera, quizás sea mejor recordado por su trabajo con el director Sam Peckinpah.

## Primeros años
Armstrong nació en Pleasant Grove, Alabama, y se crio en una pequeña granja cerca de Birmingham. Provenía de una familia de cristianos fundamentalistas y su madre quería que fuera pastor. Después de graduarse de Hueytown High School en 1935, Armstrong se matriculó inicialmente en Howard College, ahora Universidad Samford en Homewood, Alabama, donde se interesó en la actuación y luego se transfirió a la Universidad de Carolina del Norte (UNC) en Chapel Hill, Carolina del Norte. Mientras estuvo allí, comenzó a actuar en el escenario con los Carolina Playmakers. Al graduarse, asistió al Actors Studio.

## Debut en teatro
En Broadway, Armstrong interpretó al Dr. Baugh y Big Daddy en La gata sobre el tejado de zinc (1955), al Sheriff Talbott en Orpheus Descending (1957) y al Capitán Keller en The Miracle Worker (1959). También comenzó a escribir sus propias obras, que se representaron fuera de Broadway.

## Carrera actoral
La primera aparición cinematográfica de Armstrong fue en la película de 1954 Garden of Eden; sin embargo, fue en la televisión donde se ganó un nombre por primera vez. Fue estrella invitada en prácticamente todas las series de televisión del oeste producidas en las décadas de 1950 y 1960, incluida Have Gun - Will Travel interpretando al Sheriff Jaffey en el T1 E28 Killer's Widow, que se emitió el 21 de marzo de 1958, The Californians, Jefferson Drum, The Tall Man, Riverboat, The Rifleman, Zane Gray Theatre, Wanted: Dead or Alive, The Westerner, The Big Valley, Bonanza, Maverick (como el padre del personaje de Louise Fletcher en el episodio que atrajo la mayor audiencia de la serie, La saga de Waco Williams), Gunsmoke (T7E10 como el duro soldado de la Unión, el Capitán Benter), Rawhide, Wagon Train, Lawman y Bat Masterson.
Armstrong apareció en The Twilight Zone, en el episodio "Nothing in the Dark" junto con Robert Redford. Apareció en tres episodios de Perry Mason, dos veces en el papel del acusado. En 1958, apareció en el episodio "El caso de la rubia de ojos negros" como el personaje de Matthew Bartlett. En 1959, interpretó al personaje de Harry Bright en "El caso del socio petulante", luego, en 1962, interpretó a John Gregory en "El caso de la hermana suplente". Armstrong también apareció en Alfred Hitchcock Presents, The Everglades, The Andy Griffith Show, The Fugitive, Daniel Boone, T.H.E. Cat, Hawaii Five-O, Starsky y Hutch, Los duques de Hazzard, Dinastía y en la miniserie Guerra y Recuerdo. Armstrong tuvo un papel recurrente en la segunda temporada de Millennium como un visionario solitario conocido sólo como el Viejo. A finales de la década de 1980, interpretó al personaje demoníaco recurrente "Tío Lewis Vendredi" en la serie de terror canadiense Viernes 13: La Serie.
Mientras trabajaba en The Westerner en 1960, Armstrong conoció al prometedor escritor y director Sam Peckinpah. Los dos hombres inmediatamente entablaron amistad. Peckinpah reconoció la confusión interna de Armstrong con respecto a las creencias religiosas de su familia y la utilizó con resultados brillantes en sus películas. Armstrong casi siempre interpretaba a un cristiano fundamentalista ligeramente desquiciado en las películas de Peckinpah, normalmente empuñando una Biblia en una mano y una escopeta en la otra. Este arquetipo de personaje apareció en Ride the High Country (1962), Major Dundee (1965) y quizás lo más memorable en Pat Garrett y Billy the Kid (1973). Sin embargo, Armstrong también apareció en The Ballad of Cable Hogue (1970), interpretando a un personaje más simpático.
Incluso fuera del trabajo de Peckinpah, Armstrong se convirtió en un actor de primer nivel por derecho propio, apareciendo en docenas de películas a lo largo de su carrera, interpretando tanto a villanos como a personajes comprensivos. Algunos de sus papeles más memorables fuera de las películas de Peckinpah incluyen un ranchero comprensivo en El Dorado (1966), el Capitán Dan en La gran esperanza blanca (1970), el forajido Clell Miller en The Great Northfield Minnesota Raid (1972), un forajido torpe en My Name is Nobody (1973), un sheriff secreto del culto satánico en Race with the Devil (1975), The Car (1977), así como Children of the Corn (1984), Red Headed Stranger (1986) con Willie Nelson, y como General Phillips en Predator (1987). Apareció en varias de las películas de Warren Beatty, incluidas Heaven Can Wait (1978), Reds (1981) y como el personaje Pruneface en Dick Tracy (1990).
Se retiró parcialmente del cine y la televisión a fines de la década de 1990, pero continuó activo en el teatro fuera de Broadway en Nueva York y Los Ángeles, hasta que finalmente se retiró de la actuación en 2005 debido a su casi ceguera debido a cataratas.
En 1991, Armstrong obtuvo elogios de la crítica por su interpretación del personaje principal en el vídeo musical de "Enter Sandman" de la banda de heavy metal Metallica.

## Vida personal y muerte
Armstrong estuvo casado tres veces:su primera esposa fue Ann Neale, con quien tuvo cuatro hijos; luego estuvo casado con Susan Guthrie hasta 1976; estuvo casado con su tercera esposa, Mary Craven, hasta su muerte en 2003.
Armstrong murió por causas naturales a la edad de 95 años el 27 de julio de 2012, en su casa de Studio City, California.

## Filmografía
| - Garden of Eden (1954) (extra) - From Hell to Texas (1958) - Never Love a Stranger (1958) - No Name on the Bullet (1959) - Like Birds Without Nests (1959) - The One Who Dared (1960) - Shots in the Dusk (1962) - He Rides Tall (1964) - Major Dundee (1965) - El Dorado (1966) - Tiger by the Tail (1968) - The McMasters (1970) - Angels Die Hard (1970) - The Ballad of Cable Hogue (1970) - The Final Comedown (1972) - The Great Minnesota Robbery (1972) - Gentle Savage (1973) - Running Wild (1973) - White Lightning (1973) - My Name is Nobody (1973) - Pat Garrett and the Billy Kid (1973) - The Legend of Hillbilly John (1974) - White Line Fever (1975) - Boss Nigger (1975) | - Race with the Devil (1975) - Mean Johnny Barrows (1976) - Unsatisfied (1976) - The Package (1977) - Car (1977) - Heaven Can Wait (1978) - Texas Detour (1978) - The Legend of the Golden Gun (1979) - Charlie's Race (1979) - There the Buffalo Roam (1980) - Evilspeak (1981) - In search of D.B. Cooper (1981) - The Incarnation (1982) - The Hammett Tales (1982) - Lone Wolf McQuade (1983) - Children of the Corn (1984) - Red-Headed Stranger (1986) - The Crooks (1986) - Predator (1987) - Ghetto Blaster (1989) - Dick Tracy (1990) - Captivity (1996) - The Vestibule of Hell (1996) - The Waking (2001) (aparición final) |

## Televisión
| Año       | Título                      | Rol                | Notas                                                       |
| --------- | --------------------------- | ------------------ | ----------------------------------------------------------- |
| 1960      | Alfred Hitchcock presenta   | Capitán Hueso      | Temporada 6 Episodio 13: "El hombre que encontró el dinero" |
| 1962      | Alfred Hitchcock presenta   | Fred Riordan       | Temporada 7 Episodio 30: "¿Qué te asustó, Fred?"            |
| 1962      | Cuero crudo                 | Pórtico Hobson     | Temporada 5, episodio 6, "El incidente de la mujer perdida" |
| 1962      | La hora de Alfred Hitchcock | William Downey     | Temporada 1 Episodio 6: "Voto final"                        |
| 1963      | La hora de Alfred Hitchcock | John Cooley        | Temporada 2 Episodio 3: "Terror en Northfield"              |
| 1966-1967 | EL. Gato                    | Capitán McAllister | rol recurrente                                              |

## Premios
- 1999: Premio Bota de Oro por la obra de su vida
- 2003: Premio a la trayectoria en el Fright Festival